# Tönkölybúza
A tönkölybúza (Triticum spelta) búzafaj, amely a bronzkortól kezdve a középkorig fontos szerepet játszott a népélelmezésben. Magyarországon a 19. század végéig termesztették. Napjainkban a megváltozott táplálkozási szokásoknak köszönhetően ismét nagyobb figyelmet kap, így termesztése és fogyasztása reneszánszát éli.

## Története
Állítások szerint a legrégebbi tönkölybúza maradványokat a Nílus-völgyéből ásták ki, amelyek a Kr. e. negyedik évezredből származnak. Ám a legvalószínűbb elképzelés szerint a növény az Alpok vidékén keletkezett. Az újkőkor legkorábbi kultúrrétegeiből, a Vonaldíszes kerámia kultúrája időszakából nem kerül elő tönköly a Maas és az Elba közötti területekről. A feltehetően legidősebb tönkölyleletek az újkőkorból származnak, többek között az Ulm közelében levő Feder-tó és Jülland középső vidékéről. A tönköly, mint jelentős területet elfoglaló gabona csak a késő bronzkor óta mutatható ki Európában. A Kaukázus déli peremének településeiből származó, eddig ismert legrégebbi tönkölyleleteket a Kr. e. VI. évezredre becsülik. Az egyik elképzelés szerint itt van ennek és több rokon fajnak is az őshazája. Ismert volt Sumerben, Egyiptomban, a jógikus óind kultúrában és az esszénus közösségekben.
Hazánkba a feltevések szerint a Dunán folyó kereskedelem révén jutott el, s nagy szerepet játszottak a meghonosításában, főként az Egri püspökség területén a Liège környéki német telepesek. Magyarországon a 19. század végéig termesztették, majd lassanként feledésbe merült. Helyét egyre inkább új, nemesített, nagyobb terméshozamú és könnyebben betakarítható búzák vették át. A tönköly áll legközelebb a ma termesztett búzához.

## Megjelenése
Egyéves vagy áttelelő egyéves fű, egyenes, nagyon magas növésű, 60–180 cm magas szárakkal. Ezek, ha rossz az időjárás, könnyen megdőlnek, elfekszenek. A nyelvecske rövid. A levélhüvely csúcsán fülecske fejlődik ki. A levéllemez szürkészöld, kopasz vagy gyéren szőrös. A kalász karcsú, hosszúkás, keresztmetszete határozottan 4 élű, éréskor meghajlik. A füzérkék egymástól mintegy 5 mm távolságban helyezkednek el, ezért a virágzat nagyon laza, és a füzérkék nem fedik át ellentétes oldalról egymást. Színük szürkészöld, belső oldaluk domború, többvirágúak, éréskor fajta szerint változóan fehéresek, szalmasárgák vagy kékesfeketék. A kalászorsó törékeny, minden füzérke a felette álló orsótaggal együtt hullik le. A pelyvák széles rombusztól a széles elliptikusig váltózók, csúcsuk egyenesen levágott, hátuk ormós, a középső fog egyenes, rövid, tompa. A toklász tojásdad, 9 erű, kopasz vagy szőrös is lehet, csúcsa tompa, fajta szerint szálkátlan vagy rövid szálkás, igen ritkán még hosszabb szálkája is lehet. A szemtermést szorosan burkolják a fakóvöröstől az élénksárgáig változó színezetű toklászok. A hosszbarázda keskeny, kissé éles szögletes.
Júniusban virágzik.

## Termőhelyei
Nyáron meleg és száraz, rendszerint meszes, részben nehéz agyagos és vályogos talajokat kedveli. A hidegre a többi búzafajnál kevésbé érzékeny, ezért vethetik magasabb fekvésű helyeken kb. 900 m tengerszint feletti magasságig. Ma már csak ritkán termesztett őszi gabona. Németországban a tönkölyt ma már csak a badeni Tauber-vidéken és a Sváb-Alb területén termesztik. További termőterületek Svájcban találhatók a szántóföldi művelés lehetséges felső határán, meglehetősen zord és csapadékos éghajlati viszonyok között. Ezenkívül még Belgiumban az Ardennekben termesztenek tönkölyt. Az európai maradványterületeken kívül csak Nyugat-Ázsiában, az Iráni-felföldön és Örményországban folyik.

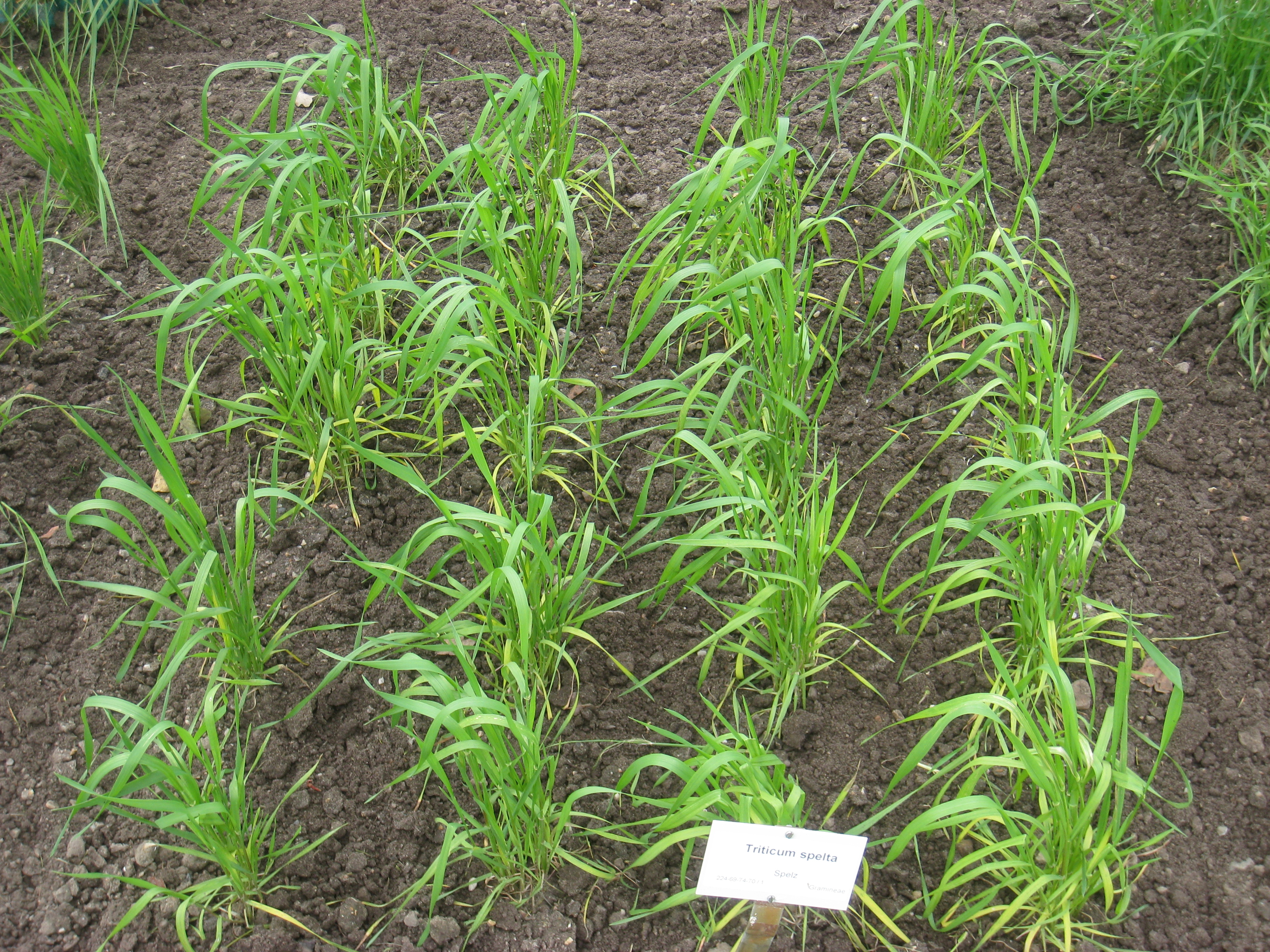
Tönkölybúza – kísérleti parcella

## Magyarországon
Magyarországon az első államilag elismert fajta a dr. Kalmár Mendel Gergely Kornél és dr. Kajdi Ferenc által 1998-ban kifejlesztett ÖKO-10 nevű tönkölybúza.
Ma már dr. Kalmár Mendel Gergely nemesítésével az IZIKUM fajtanevű tönköly is létezik, melynek fehérjetartalma magasabb mint az ÖKO-10.

## Egészségügyi előnyei
Fehérjetartalma felülmúlja a hagyományos búzáét, s az aminosavak közül az aszparaginsav-, glutaminsav-, alanin-, metionin-, prolin-, leucin-, izoleucin-, tirozin-, fenil-alanin- és lizintartalma is nagyobb. Vitamin- és ásványi-anyag-tartalmára jellemző, hogy megtalálható benne szinte a teljes B-vitamin –csoport (a B12-vitamin kivételével), és niacin- és E-vitamin tartalma sem csekély. Réz-, vas-, mangán- és cinktartalma is meghaladja a búzáét. Kalcium-, magnézium-, foszfor- és szeléntartalma szintén számottevő.
Rendszeres, hosszú távú fogyasztása hozzájárulhat a koleszterinszint-csökkentő és az érelmeszesedést megelőző étrend sikeréhez. A hagyományos gabonaféléknél kisebb szénhidrát- és rosttartalmának köszönhetően cukorbetegek étrendjében is ajánlható. Esszenciális zsírtartalma jótékonyan hat az idegrendszerre.

## Egyéb
A tönköly az emmerrel együtt a pelyvásgabonák közé tartozik: csépléskor a kalász szétesik, de a szemeken szorosan rajta maradnak a toklászok, míg a csupaszbúzák szemtermése a toklászok közül kihullik, és a kalászorsó nem esik szét. A tönkölynek minden füzérkéjében 2 szem fejlődik, 3 pelyvával sorosan körülzárva. A hántolás különleges malmokban történt, ahol a pelyvátlanítás során a toklászok szétszaggatódnak, és közülük a szemek kinyomódnak. Ez a kiegészítő művelet egy álló és egy forgó őrlőkő között történik, amely hepehupás és lyuggatott felületű. A felső kő percenként kb. 200 fordulatot tesz meg az alsó, álló kő felett.
A tönköly mintegy 15-17% fehérjét tartalmaz, ebből adódik, hogy tésztája igen nehéz, ezért használták régen elsősorban metélt tészta és galuska készítéséhez. Ma inkább csak állatok takarmányozására termesztik, de a badeni-sváb térségben egy különlegesség is készül belőle. Ehhez a félérett szemeket aratják, az érés előtt mintegy 3 héttel, és sajátos berendezésekben aszalva szárítják. Vagy egészben, vagy darálva hozzák forgalomba, különféle fogások elkészítéséhez.